# Región de los Pueblos del Suroeste de Etiopía
La región Suroeste, oficialmente la región de los Pueblos del Suroeste de Etiopía (en amárico: የደቡብ ምዕራብ ኢትዮጵያ ህዝቦች ክልል) es un estado regional ubicado en el suroeste de Etiopía. Se separó de la región de las Naciones, Nacionalidades y Pueblos del Sur el 23 de noviembre de 2021 después de un referéndum.
Consiste en las zonas de Keffa, Sheka, Bench Sheko, Dawro, Omo Occidental y la  woreda especial de Konta. El idioma de trabajo de la región es el amárico.

## Presidentes del Comité Ejecutivo
- Negash Wagesho (administrador principal) 2021-presente.[3]

## Zonas administrativas
La siguiente tabla muestra las zonas administrativas y las woredas especiales (una subdivisión administrativa que es similar a un área autónoma), se basa en información del censo de 2007; la lista de organismos de segundo nivel administrativo que mantiene el Grupo de Trabajo de Información Geográfica de las Naciones Unidas data de 2002.
| Número | Zona                     | Asiento      |
| ------ | ------------------------ | ------------ |
| 1      | Bench Maji               | Mizan Teferi |
| 2      | Dawro                    | Tercha       |
| 3      | Kefa                     | Bonga        |
| 4      | Sheka                    | Tepí         |
| 5      | Omo Occidental           | Jemu         |
| 6      | Woreda especial de Konta | Ameya        |